# Nuestra Belleza México 2002
Nuestra Belleza México 2002 fue la 9.ª edición del certamen Nuestra Belleza México la cual se realizó en el World Trade Center de la ciudad de Boca del Río, Veracruz el viernes 6 de septiembre de 2002. Treinta y tres candidatas de toda la República Mexicana compitieron por el título nacional, el cual fue ganado por Marisol González de Coahuila quien compitió en Miss Universo 2003 en Panamá. González fue coronada por la Nuestra Belleza México saliente Ericka Cruz y por Christiane Martel Miss Universo 1953 y primera dama de Veracruz convirtiéndose en la primera y única coahuilense en ir a Miss Universo.
El título de Nuestra Belleza Mundo México 2002 fue ganado por Blanca Zumárraga de Puebla quien compitió en Miss Mundo 2002 en Reino Unido. Zumárraga fue coronada por la Nuestra Belleza Mundo México saliente Tatiana Rodríguez, convirtiéndose en fue la primera poblana en ir a Miss Mundo.
Este año asistió a la final nacional Christiane Martel Miss Universo 1953, rindiéndole un tributo durante el evento.
Después de la final nacional, se hizo oficial la designación de Carolina Salinas de Nuevo León rumbo a Miss Expo World 2002 en Guatemala logrando obtener la corona para el país. A finales del 2002 se hizo oficial la designación de María Félix Espinoza de Sonora como representante del país en el Reinado Internacional del Café 2003 en Colombia. A inicios del 2003 se hizo la designación de María José Rosado de Yucatán como representante del país en el Reinado Internacional de las Flores 2003 en Colombia. También se hizo oficial la designación de Diana Juárez de Campeche rumbo a Miss Costa Maya International 2003 en Belice.
En 2003 Erika Honstein de Sonora fue seleccionada mediante un concurso emergente para competir en Miss Mundo 2003 en China, convirtiéndose en la segunda sonorense en ir a Miss Mundo.

## Resultados
| Posición                          | Candidata |
| Nuestra Belleza México 2002       | - Coahuila - Marisol González |
| Nuestra Belleza Mundo México 2002 | - Puebla - Blanca Zumárraga |
| 1.ª Finalista                     | - Morelos - Paulina Almada |
| 2.ª Finalista                     | - Sonora - Erika Honstein |
| 3.ª Finalista                     | - Yucatán - María José Rosado |
| Top 12                            | - Chihuahua - Alejandra Oates - Querétaro - Michelle Glenn - Sonora - María Félix - Tabasco - Ana Karina Álvarez - Tamaulipas - Argentina de Luna - Tamaulipas - Miriam Ferro - Veracruz - Kaztenny de la Vega |

## Áreas de competencia

### Semifinal
La competencia semifinal se realizó en el World Trade Center de la ciudad de Boca del Río, Veracruz unos días antes de la competencia final. Previo al final del evento, todas las candidatas compitieron en traje de baño y traje de noche como parte de la selección de las 12 candidatas que formarían el Top 12. El nombre de las 12 concursantes que formaron parte del Top 12 fue revelado durante el inicio en vivo del evento final.

#### Jurado Preliminar
Estos son los miembros del jurado preliminar, que eligieron al Top 12 durante la competencia semifinal, luego de ver a las candidatas en privado durante entrevistas y pasarela en traje de baño y gala:
- Uriel Santana - Fotógrafo y pintor
- Laura Spitia - Especialista en moda
- José Alberto Castro - Productor de televisión
- Liliana Abud - Escritora
- Blanca Soto - Nuestra Belleza Mundo México 1997 y modelo profesional
- René Strickler - Actor de televisión
- Angélica Rivera - Actriz de televisión
- Leonardo Leo's - Maquillista de los artistas

### Final
La gala final fue transmitida en vivo a través del Canal de las Estrellas para todo México desde el World Trade Center de la ciudad de Boca del Río, Veracruz el viernes 6 de septiembre de 2002. La conducción del evento estuvo a cargo de Jacqueline Bracamontes y René Casados.
El grupo de 12 semifinalistas se dio a conocer durante la competencia final.
- Las 12 semifinalistas desfilaron en una nueva ronda en traje de baño y vestido de noche, posteriormente 7 de ellas fueron eliminadas.
- Las 5 finalistas se sometieron a una pregunta final y posteriormente dieron una última pasarela, donde el panel de jueces consideró la impresión general que dejó cada una de las finalistas para votar y definir posiciones finales.

#### Jurado Final
Estos son los miembros del jurado que evaluaron a las concursantes:
- Uriel Santana - Fotógrafo y pintor
- Laura Spitia - Especialista en moda
- José Alberto Castro - Productor de televisión
- Liliana Abud - Escritora
- Blanca Soto - Nuestra Belleza Mundo México 1997 y modelo profesional
- René Strickler - Actor de televisión
- Angélica Rivera - Actriz de televisión
- Leonardo Leo's - Maquillista de los artistas

#### Entretenimiento
- Intermedio: Juanes interpretando "Es por Ti"
- Intermedio: Benny Ibarra interpretando "El Cielo en tu Mirada"
- Intermedio: Kabah interpretando "Vete Lejos"
- Intermedio: Pedro Fernández interpretando "La Otra" & “El Siete Mares”

### Premios Especiales
| Premio                    | Candidata                        |
| Nuestra Belleza Fotogenia | - Morelos - Paulina Almada       |
| Figura Lala Light         | - Morelos - Paulina Almada       |
| Silueta Playtex           | - Coahuila - Marisol González    |
| Mejor Traje Típico        | - Campeche - "A orillas del Mar" |

### Elección Interna para Miss Mundo 2003
La organización nacional decide que Yessica Ramírez participe en Miss Mundo 2004 ya que la competencia internacional para el 2003 cambió de fecha, por lo que se realizó un concurso emergente para seleccionar a la representante mexicana en Miss Mundo 2003, fue una competencia interna entre cuatro ex-reinas de ediciones pasadas.
| Posición                          | Candidata                          |
| Nuestra Belleza Mundo México 2003 | - Sonora - Erika Honstein          |
| 1.ª Finalista                     | - Quintana Roo - Lilián Villanueva |
| 2.ª Finalista                     | - Yucatán - María José Rosado      |
| 3.ª Finalista                     | - Sonora - Erika Peña              |

## Candidatas
| Estado           | Candidata                          | Edad | Estatura | Residencia       |
| Aguascalientes   | Mariel Ramírez Pérez               | 20   | 1.78     | Aguascalientes   |
| Baja California  | Cristhia Michelle Cuevas Herrera   | 21   | 1.68     | Tijuana          |
| Campeche         | Diana Juárez Rodríguez de la Gala  | 19   | 1.69     | Campeche         |
| Chiapas          | Fanny Sesma Melgar                 | 20   | 1.73     | Tapachula        |
| Chihuahua        | Mónica Lizeth Cervantes Cuellar    | 24   | 1.78     | Ciudad Juárez    |
| Chihuahua        | Gabriela Alejandra Oates Urías     | 21   | 1.75     | Chihuahua        |
| Coahuila         | Marisol González Casas             | 20   | 1.74     | Torreón          |
| Colima           | Edith Marisol García Hernández     | 21   | 1.75     | Colima           |
| Distrito Federal | Alejandra González Martín          | 19   | 1.70     | Ciudad de México |
| Durango          | Sofía Ramos Gutiérrez              | 19   | 1.71     | Durango          |
| Guanajuato       | María Vanessa Cisneros Lozano      | 23   | 1.71     | León             |
| Hidalgo          | Verónica Graciela Reyes Cerda      | 20   | 1.68     | Pachuca          |
| Jalisco          | Beatriz García Barragán            | 22   | 1.72     | Guadalajara      |
| Jalisco          | Cecilia de Jesús Gutiérrez Avilés  | 19   | 1.75     | Guadalajara      |
| Michoacán        | Angélica Navarrete Higareda        | 21   | 1.74     | Sahuayo          |
| Morelos          | Paulina Almada Rojas               | 21   | 1.72     | Cuernavaca       |
| Nayarit          | Estrella Guadalupe Morales Guzmán  | 21   | 1.76     | Compostela       |
| Nuevo León       | Carolina Salinas González          | 20   | 1.71     | Santiago         |
| Puebla           | Blanca Rosalía Zumárraga Contreras | 21   | 1.82     | Puebla           |
| Querétaro        | Joan Michelle Glenn Garza          | 20   | 1.78     | Querétaro        |
| Quintana Roo     | Diana Franco Padilla               | 19   | 1.73     | Cancún           |
| San Luis Potosí  | Michelle Josefina Teniente Avilés  | 23   | 1.70     | San Luis Potosí  |
| Sinaloa          | Claudia Karina Cota Gastelum       | 21   | 1.69     | Culiacán         |
| Sonora           | Elizabeth Palacio Núñez            | 19   | 1.75     | Puerto Peñasco   |
| Sonora           | Erika Lizeth Honstein García       | 21   | 1.80     | Hermosillo       |
| Sonora           | María del Carmen Félix Espinoza    | 19   | 1.74     | Hermosillo       |
| Tabasco          | Ana Karina Álvarez May             | 20   | 1.72     | Villahermosa     |
| Tamaulipas       | Miriam Ferro Romero                | 21   | 1.75     | Tampico          |
| Tamaulipas       | Karla Argentina de Luna Flores     | 20   | 1.74     | Reynosa          |
| Tlaxcala         | Mariana Acevedo Lobato             | 22   | 1.69     | Tlaxcala         |
| Veracruz         | Kaztenny de la Vega Vázquez        | 22   | 1.68     | Poza Rica        |
| Yucatán          | María José Rosado Solís            | 20   | 1.75     | Mérida           |
| Zacatecas        | Thelma Patricia Martínez Guajardo  | 21   | 1.70     | Zacatecas        |

## Sobre los Estados en Nuestra Belleza México 2002

### Estados designados a la competencia
- Chihuahua - Gabriela Oates
- Jalisco - Cecilia Gutiérrez
- Sonora - Erika Honstein
- Sonora - María Félix Espinoza
- Tamaulipas - Argentina de Luna

### Estados que se retiran de la competencia
- Baja California Sur
- Estado de México

### Estados que regresan a la competencia
- Compitieron por última vez en 1999:
  -  Michoacán

- Compitieron por última vez en 2000:
  -  Quintana Roo

## Crossovers
| Miss Universo - 2003: Coahuila - Marisol González Miss Mundo - 2003: Sonora - Erika Honstein - 2002: Puebla - Blanca Zumárraga Queen of the Year International - 1997: Veracruz - Kaztenny de la Vega (Ganadora) Reinado Internacional del Café - 2003: Sonora - María Félix Espinoza Reina Internacional de las Flores - 2003: Yucatán - María José Rosado Miss Costa Maya International - 2005: Yucatán - María José Rosado (1ª Finalista) - 2003: Campeche - Diana Juárez Miss Mesoamérica Internacional - 2003: Sonora - Erika Honstein (2ª Finalista) Miss Expo World - 2002: Nuevo León - Carolina Salinas (Ganadora) Señorita México - 1996: Veracruz - Kaztenny de la Vega (Ganadora) Señora México Internacional - 2021: Jalisco - Cecilia Gutiérrez (Ganadora) | Nuestra Belleza Chihuahua - 2002: Chihuahua - Gabriela Oates (1ª Finalista) Nuestra Belleza Jalisco - 2002: Jalisco - Cecilia Gutiérrez (1ª Finalista) Nuestra Belleza Sonora - 2002: Sonora - Erika Honstein (1ª Finalista) - 2002: Sonora - María Félix Espinoza (2ª Finalista) Nuestra Belleza Tamaulipas - 2002: Tamaulipas - Argentina de Luna (1ª Finalista) Señorita Veracruz - 1996: Veracruz - Kaztenny de la Vega (Ganadora) Señorita Turismo Santiago - 2001: Nuevo León - Carolina Salinas (Ganadora) Señora Jalisco - 2021: Jalisco - Cecilia Gutiérrez (Designada) Reina de las Fiestas Patrias de Nuevo León - 2001: Nuevo León - Carolina Salinas (Ganadora) Reina del Carnaval de Mérida - 2006: Yucatán - María José Rosado (Ganadora) Reina de la Feria de San Marcos - 2001: Aguascalientes - Mariel Ramírez (Princesa) |